# Bronisław Teofil Babiański
Bronisław Teofil Babiański, poljski general, * 28. april 1862, † 1939.